# John Loves Mary
John Loves Mary é um filme de comédia estadunidense dirigido por David Butler e escrito por Henry Ephron e Phoebe Ephron. O filme é estrelado por Ronald Reagan, Patricia Neal e Jack Carson. Foi lançado pela Warner Bros. em 19 de fevereiro de 1949. É baseado em uma peça da Broadway de mesmo nome escrita por Norman Krasna.
Uma versão desta história, estrelada por Ronald Reagan e Patricia Neal, foi transmitida no Lux Radio Theatre em 19 de junho de 1950.

## Elenco
- Ronald Reagan ...John Lawrence
- Patricia Neal ...Mary McKinley
- Jack Carson ...Fred Taylor
- Wayne Morris ...Tenente Victor O'Leary
- Edward Arnold ...Sen. James McKinley
- Virginia Field ...Lilly Herbish
- Katharine Alexander ...Phyllis McKinley
- Paul Harvey ...Gen. Biddle
- Ernest Cossart ...Oscar Dugan

## Recepção
Bosley Crowther, do The New York Times, escreveu que o filme "não tem a espontaneidade natural nem a suavidade artificial da peça. Algo foi subtraído na transmissão para a tela e, desta vez, 'John Loves Mary' não carrega convicção nem charme."